# Prins Eugen av Sverige
Uppslagsordet Prins Eugen leder hit. För det tyska fartyget, se Prinz Eugen och för prinsen av Savojen, se Eugen av Savojen.
Eugen Napoleon Nikolaus, född 1 augusti 1865 på Drottningholms slott, död 17 augusti 1947 på Waldemarsudde på Djurgården i Stockholm, var prins av Sverige och Norge (från 1905 prins av Sverige) och hertig av Närke samt känd som konstnär. Han var yngste son till Oscar II och Sofia.

## Biografi

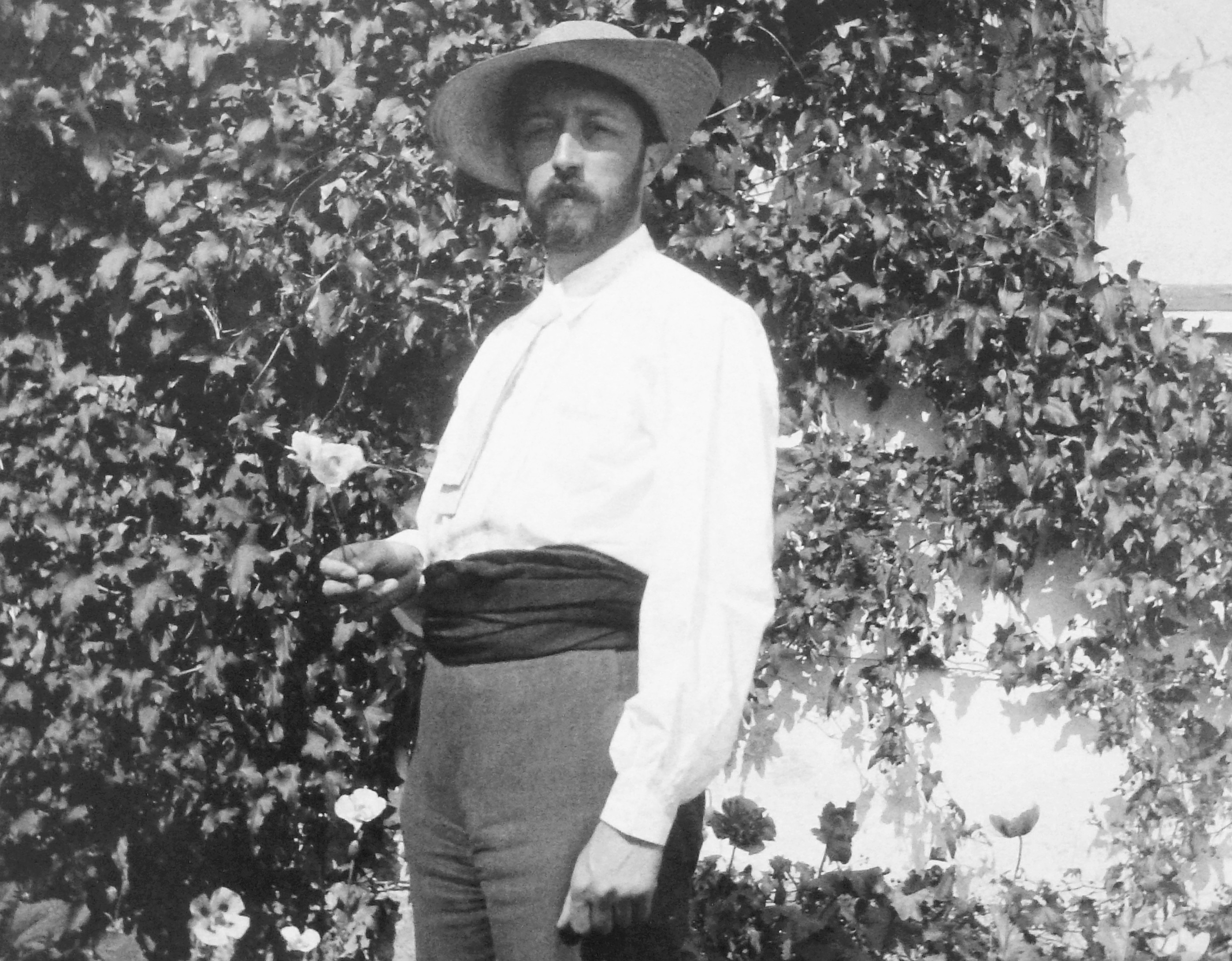
Prins Eugen

Eugen avlade mogenhetsexamen nyåret 1884, tillbringade vårterminen samma år vid Kristiania universitet och tog i december officersexamen. Han fick officersfullmakter vid Andra livgardet, Livregementets husarkår och kungens norska garde. Som officer passerade han graderna och blev överste 1906.
År 1885 reste han till Italien, Egypten och Syrien och återvände hem över Konstantinopel. Redan vid denna tid hade han börjat måla. I boken Våra minnen (1886) som gavs ut tillsammans med hans bröder Oskar och Karl finner man, förutom några skildringar av prins Eugens penna, avbildningar av tre akvareller med motiv från Palestina. Under tiden som student vid Uppsala universitet 1885–1886 åtnjöt han handledning av Wilhelm von Gegerfelt. Andra konstlärare var Hans Gude och Hugo Salmson.
På nyåret 1887 kom prinsen till Paris för att – som det officiellt kungjordes – ”under någon tid idka konststudier”. När han anlände blev finlandssvenska konstnären Albert Edelfelt hans ciceron i ateljéerna och på utställningarna i Paris - en nära relation mellan Eugene och Edelfelt uppstod. Monsieur Oscarsson, som var hans täcknamn i Paris, var elev i Léon Bonnats skola, där han tecknade och målade efter levande modell. I Paris vid den här tiden bodde det andra skandinaviska artister så som Carl Larsson, Richard Berg, Anders Zorn, Gustav Cederström, Albert Edelfelt och Peder Severin Kröyer. En del av dom förblev livslånga vänner med Prins Eugen. Då Bonnats skola upphörde på hösten samma år, övergick prins Eugen till Henri Gervex’ ateljé. Han studerade sammanlagt två och en halv vinter i Österbillsjö och målade under tre somrar svensk natur och svenska typer i Dalby i Skåne, där Hugo Salmson var hans rådgivare. I Paris deltog prinsen i den svenska avdelningen i världsutställningen 1889 med ett litet skånskt motiv, Potatisåker i Dalby, och tre figurstudier i pastell. Dessa bidrag finns dock inte med i utställningskatalogen men den unge debutanten, som signerat sina verk ”Eugène”, blev ändå avslöjad för publiken och fick fin kritik. I det ymniga medaljregnet fick han hedersomnämnande som pastellmålare. Den 11 december 1889 invaldes han som förste hedersledamot av Kungliga Vetenskapsakademien.
Prins Eugen visade sig snart ha ett självständigt konstnärstemperament, en subtil naturkänsla, som sökte sig egna uttryck. Hans alster under de första åren efter Paristiden visade ett kärleksfullt detaljstudium och samtidigt en strävan till melodiös naturstämning: Månuppgång, Morgonstämning, båda motiv från högfjället, Våren, Insjön, motiv från mälarbygden. Ett överraskande uppslag var Skogen med dess starka stämning av ensamhet i skogens djup bland de höga, täta furustammarna. När den ställdes ut skojade man om den som ”prinsens stamtavla”.

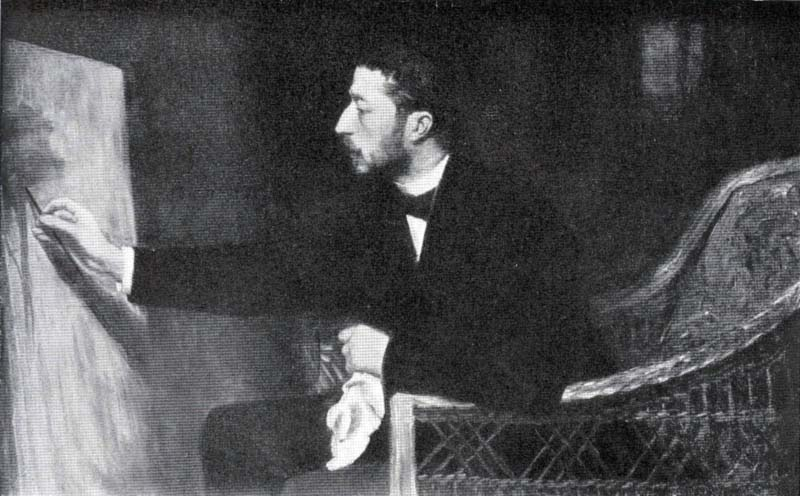
Målarprinsen i arbete (omkring 1905)

Prinsens måleri kom att ta sig nya uttryck. Det gamla slottet, En sista solglimt och De båda popplarna målades 1893 på landsbygden i Södermanland. Tillsammans med Molnet som målades under vistelsen på Prinsvillan i Tyresö 1895 utgör de en grupp för sig bland hans verk. Man har antagit att han har fått friska intryck genom ett besök i Syditalien men man har också spårat intryck av den schweiziske konstnären Böcklin. Målningarna är gjorda med enkla linjer och stora plan, böljande terräng, kompakta lövmassor, upptornande moln med en starkt blå himmel i bakgrunden. Ytterligare ett verk i denna riktning är hans triptyk Hagastämningar som målades 1898 för den kungliga foajén i det nybyggda operahuset. Med denna införde prinsen landskapet i modernt svenskt dekorativt måleri. Med ett klassiskt rundtempel omgivet av en dekorativ poppel och lummiga kastanjeträd i blom har prinsen målat ett motiv från Hagaparken. Paletten är frisk och hurtig och visar en hög juniblå himmel med drivande vita moln, parkens frodiga grönska och de blå vikarna.

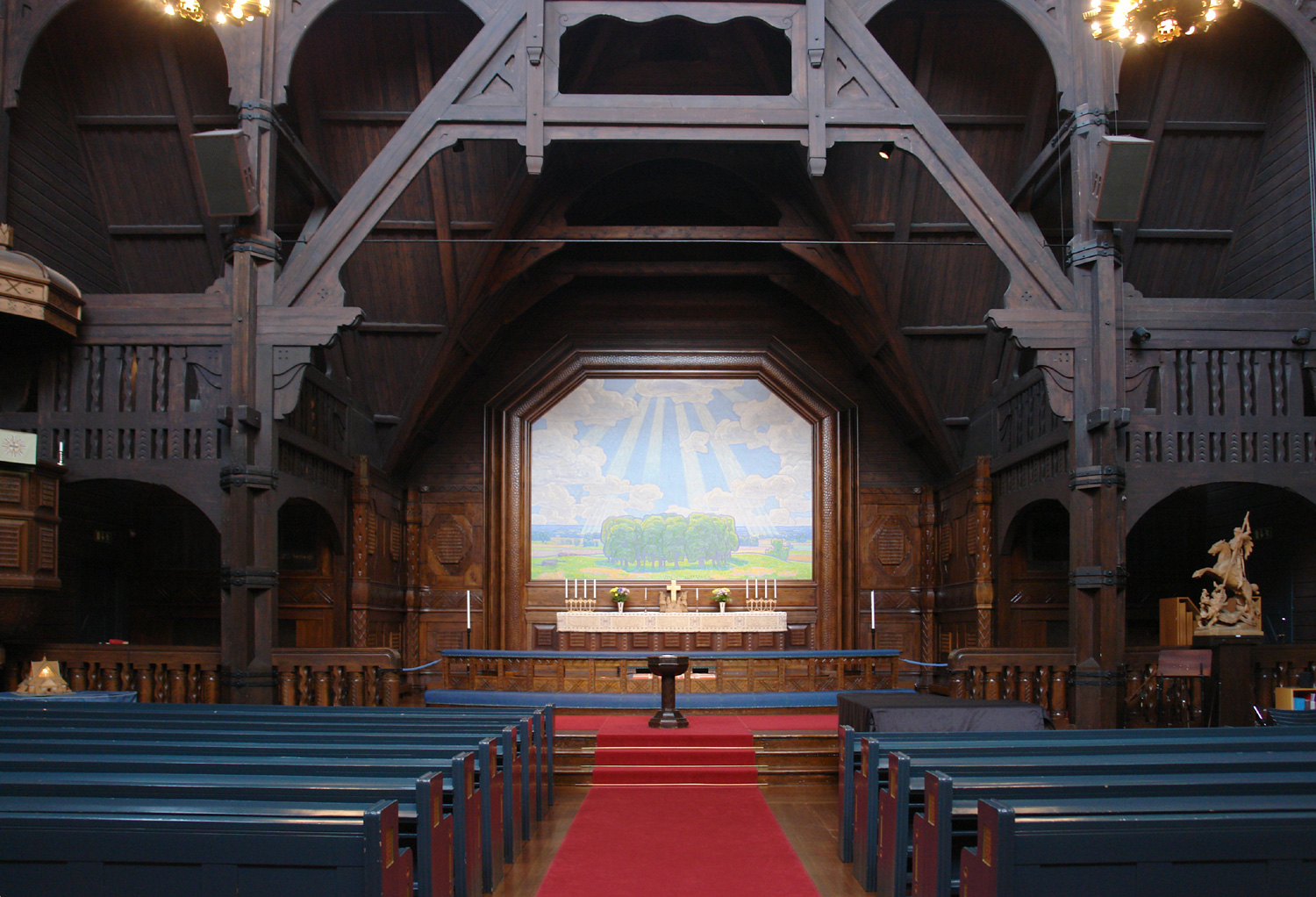
Altartavlan i Kiruna kyrka är målad av Eugen.

Från de soliga och fina landskapsmotiven övergick prinsen till andra motiv. Stockholms skärgård blev en tid framåt hans främsta område och där upptäckte han sommarnatten och sommargryningen. Hans första försök var Sommarnatt, utsikt från en höjd över fjärdar och mörka skogklädda holmar som speglar sig i stilla vatten. Liknande motiv återkom i Den ljusa natten, Nattmolnet och Det stilla vattnet, den sistnämnda ett romantiskt skogsmotiv där en liten tjärn ligger orörlig omsluten av träden under natthimlens jagande skyar.
När prinsen hade flyttat in på Waldemarsudde 1905 fick han en ny motivkrets, inloppet till Stockholm i olika årstider och olika tider på dygnet, sommarskymning och sommarnatt, de vita skärgårdsbåtarna och vintermotiv med fabrikerna på södra stranden, och olika variationer av Djurgårdens natur.

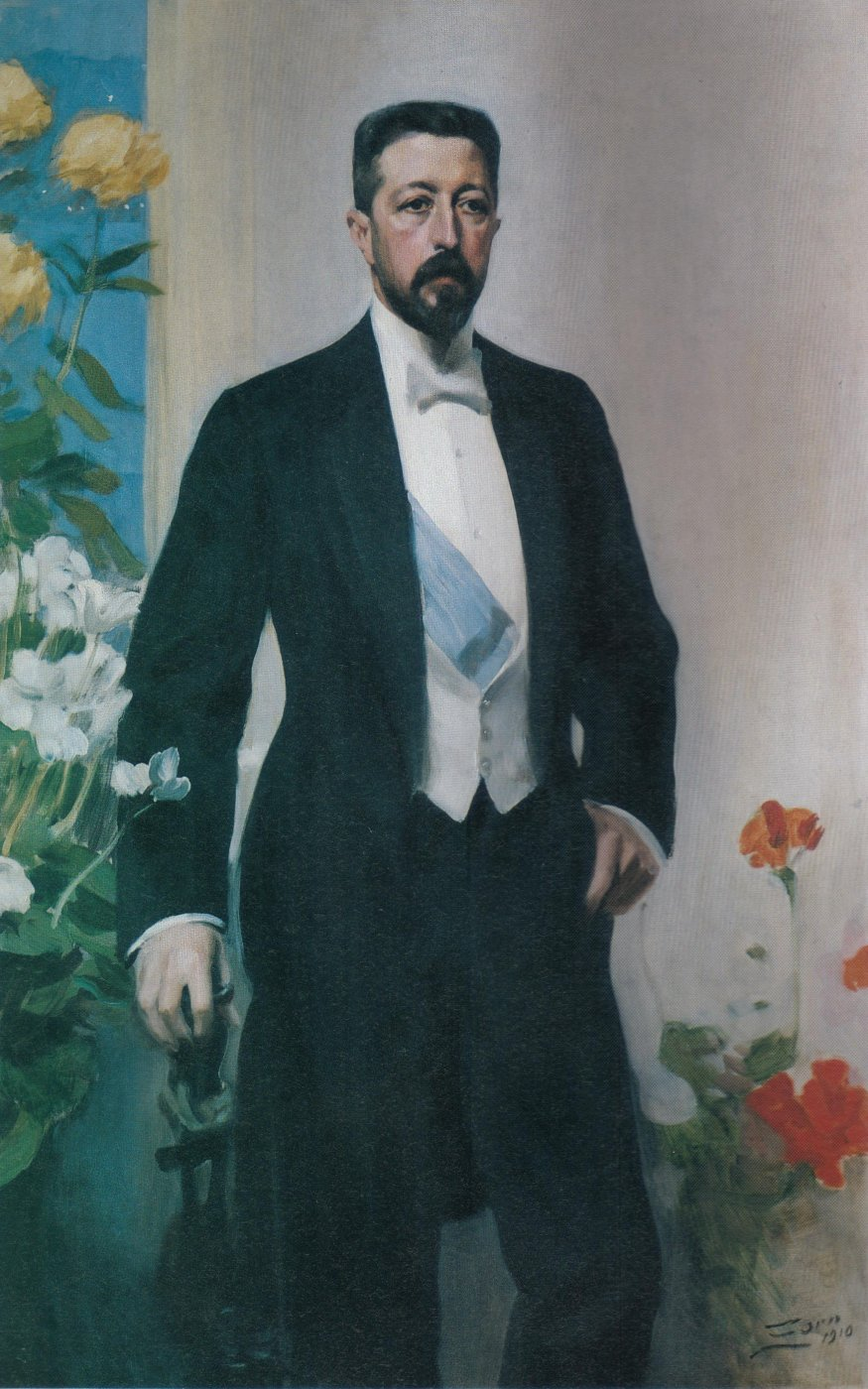
Anders Zorns porträtt (1910) ingår i Waldemarsuddesamlingen.

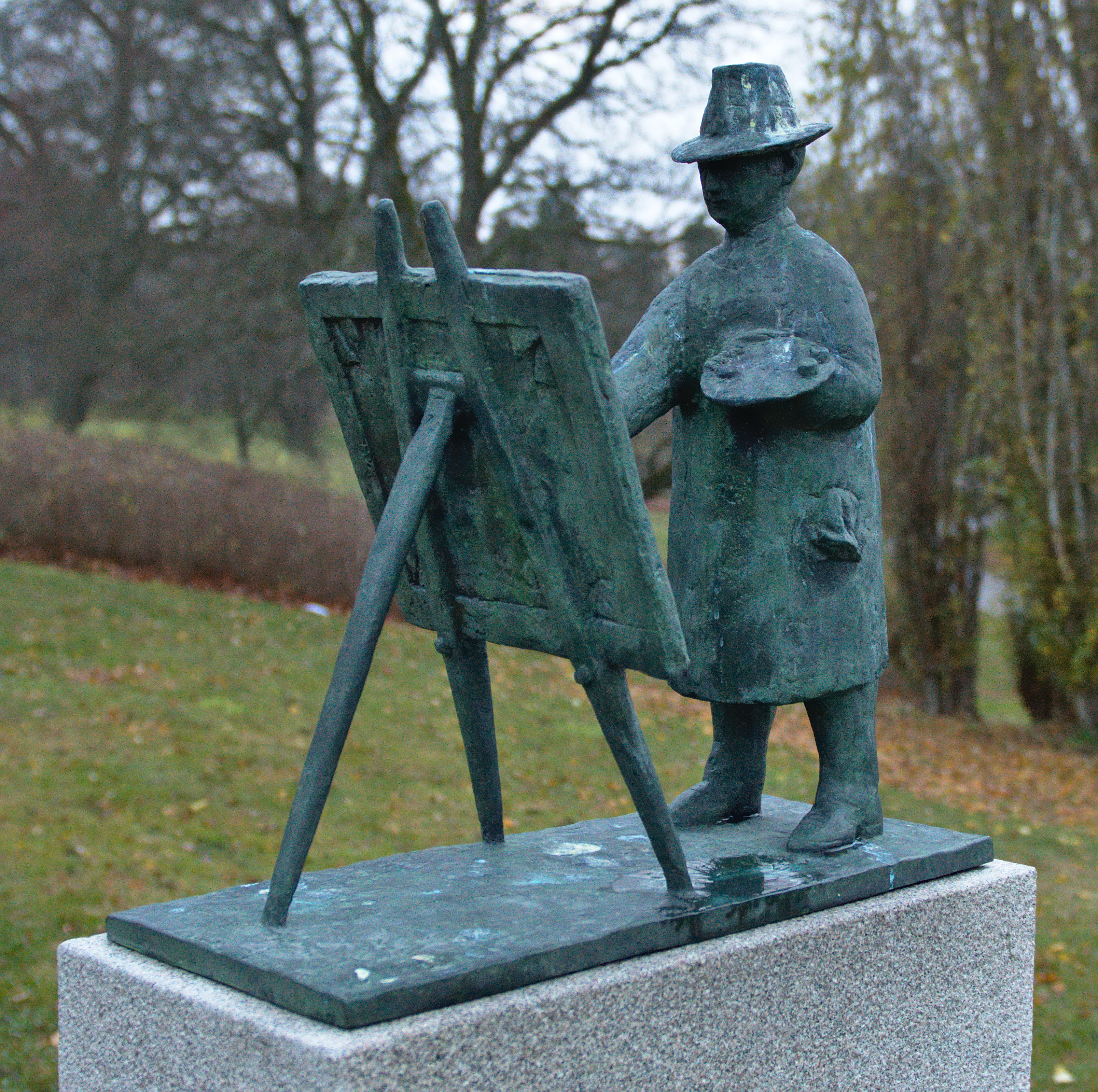
Prinsen av Sven Lundqvist utanför Sundbyholms slott

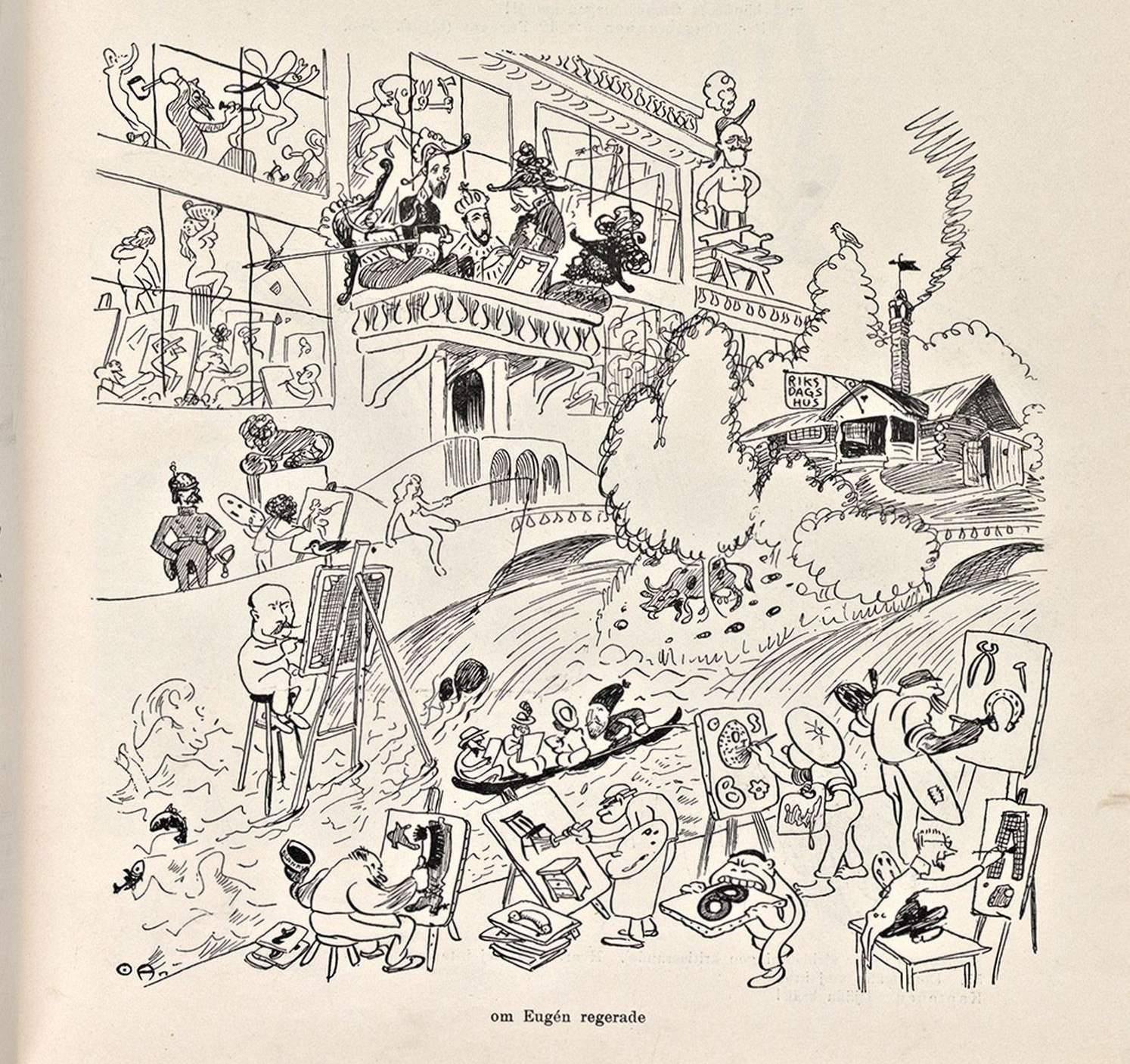
Om Eugen regerade, teckning av O.A.

När den av kungen och hovet så avskydde Strindberg och dennes samarbetspartner August Falck grundade Intima teatern och var i behov av pengar tvekade inte prinsen att stödja dem. I sitt testamente förordnade han att hans stora konstsamling på Waldemarsudde skulle tillfalla staten. Samlingen innehåller verk av bland andra Anders Zorn, Carl Larsson, Per Ekström, Ivan Aguéli, Carl Fredrik Hill samt målningen Strömkarlen av Ernst Josephson, som prinsen köpte när den blev refuserad av Nationalmuseum. I trädgården finns en skulpturpark med verk av de stora skulptörerna, till exempel Carl Milles, Carl Eldh, Christian Eriksson samt Liss Eriksson. Hemmet fungerar sedan 1948, ett år efter prins Eugens död, som ett konstmuseum, där prinsens egen samling utgör stommen.
Prins Eugen deltog i opinionsmöten för judiska och politiska flyktingar och han sågs tillsammans med en av förgrundsgestalterna i kampen mot nazismen, den av Hitlertyskland så hatade Mia Leche Löfgren.
Särskilt under yngre år kunde prins Eugen kallas "Röde prinsen”. Det syftade på hans jämförelsevis radikala åsikter, och var även en pendang till hans brors, prins Carls, tillnamn "Blå prinsen".
Prins Eugen var ogift. Det finns författare som anser att förklaringen kan vara att Eugen hade en homosexuell läggning.
Till hans offentliga arbeten hör monumentalmålningar i Stockholms stadshus och Stagneliusskolan i Kalmar samt en altartavla för Djurgårdskyrkan 
Som formgivare formgav han bland annat blomkrukor för Gustavsberg porslinsfabrik och
silverkorpus för Hallbergs Guldsmeds AB.
Prins Eugen finns förutom Waldemarsudde även representerad vid bland annat Nationalmuseum i Stockholm, Kalmar konstmuseum, Norrköpings konstmuseum, Göteborgs konstmuseum, Karlsborgs fästningsmuseum, Bohusläns museum, Postmuseum, Västergötlands museum, Marinmuseum, Värmlands museum, Hallands konstmuseum, Hälsinglands museum, Skissernas museum, Sörmlands museum, Helsingborgs museum
Länsmuseet Gävleborg, Kiruna kyrka, Örebro läns museum, Nordiska museet, Nasjonalmuseet, 
Ateneum, Statens Museum for Kunst, British Museum och Metropolitan Museum.

## Galleri

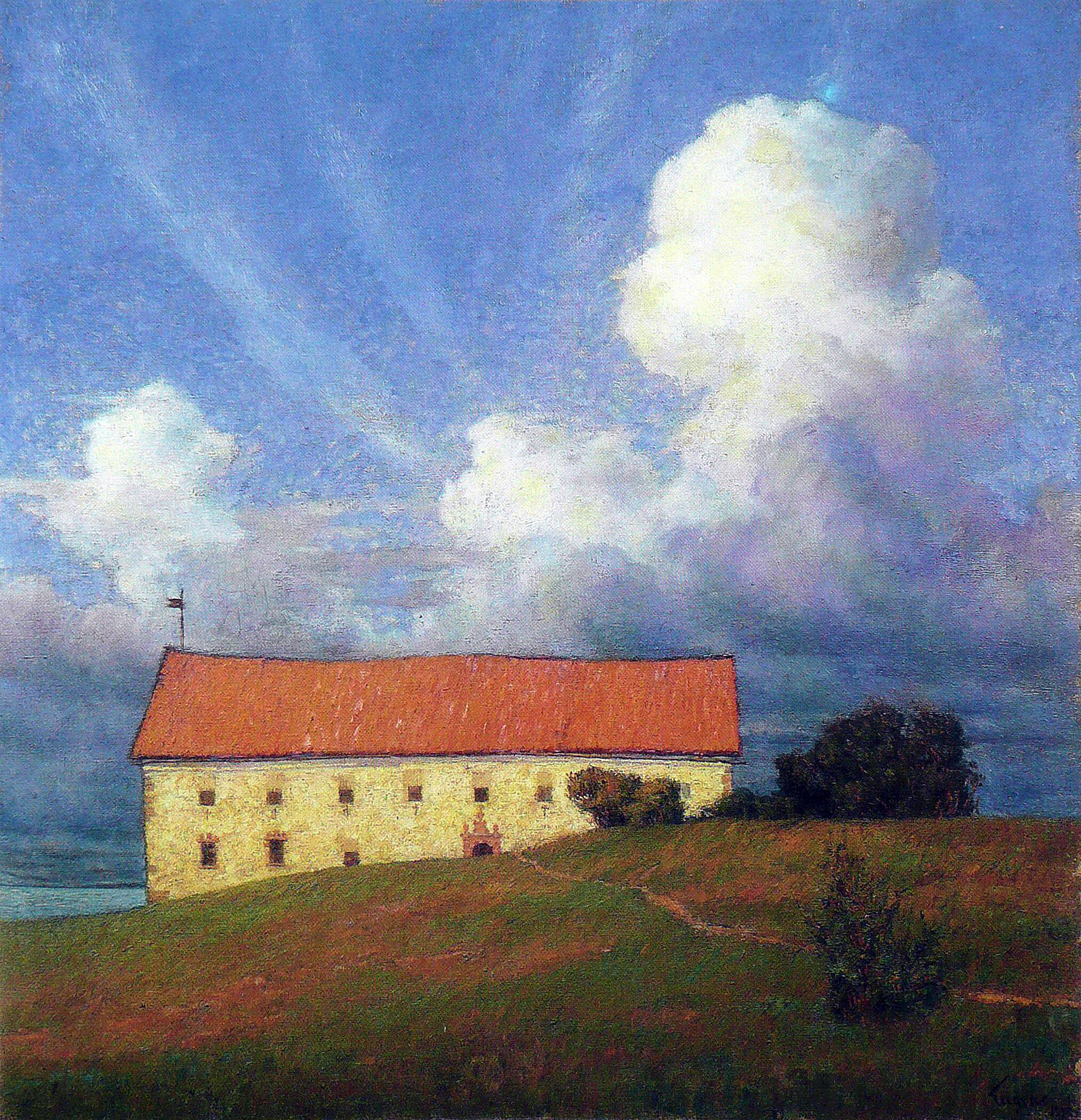
Det gamla slottet (1893)
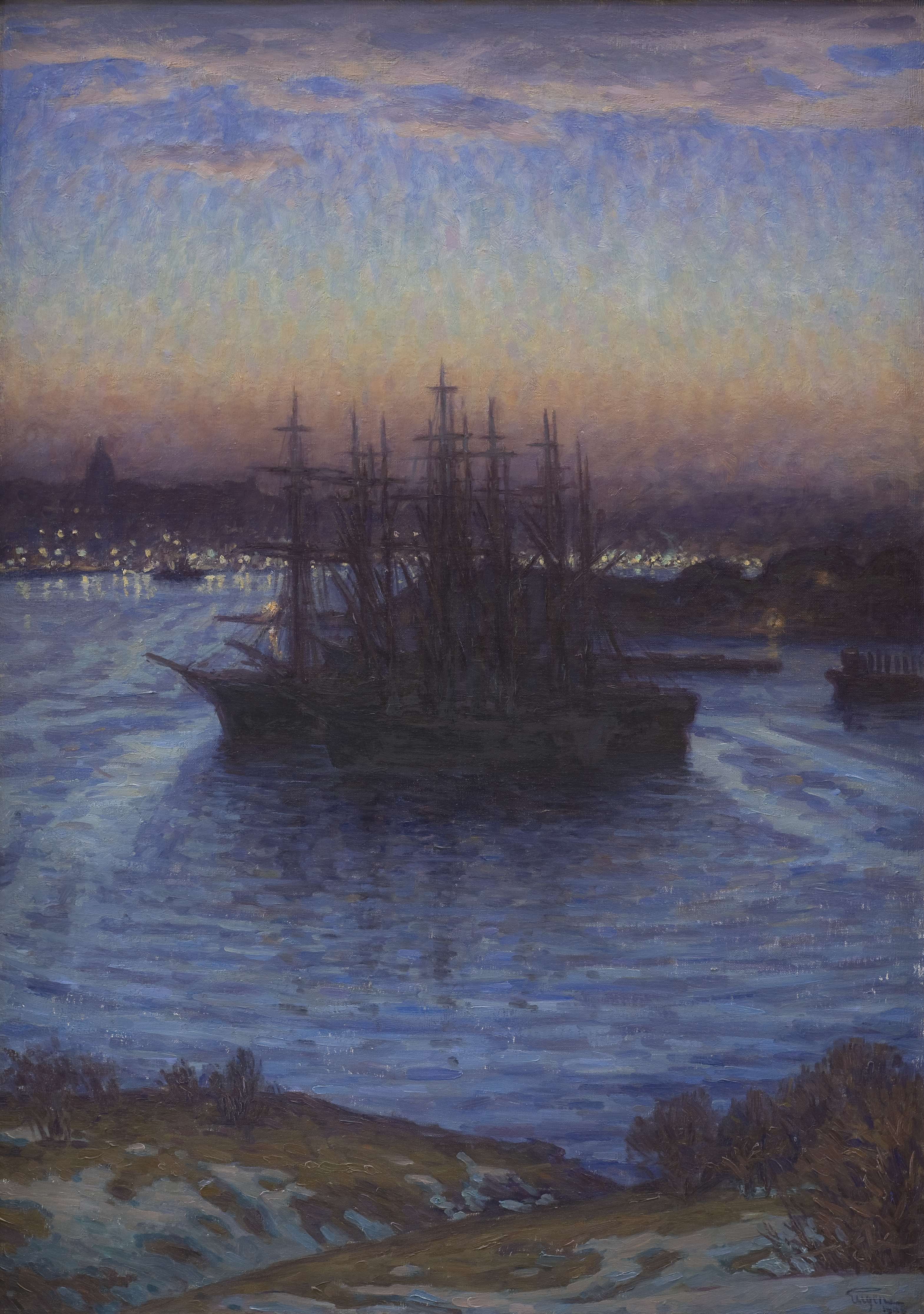
Skibe for anker. Vinter (1908)
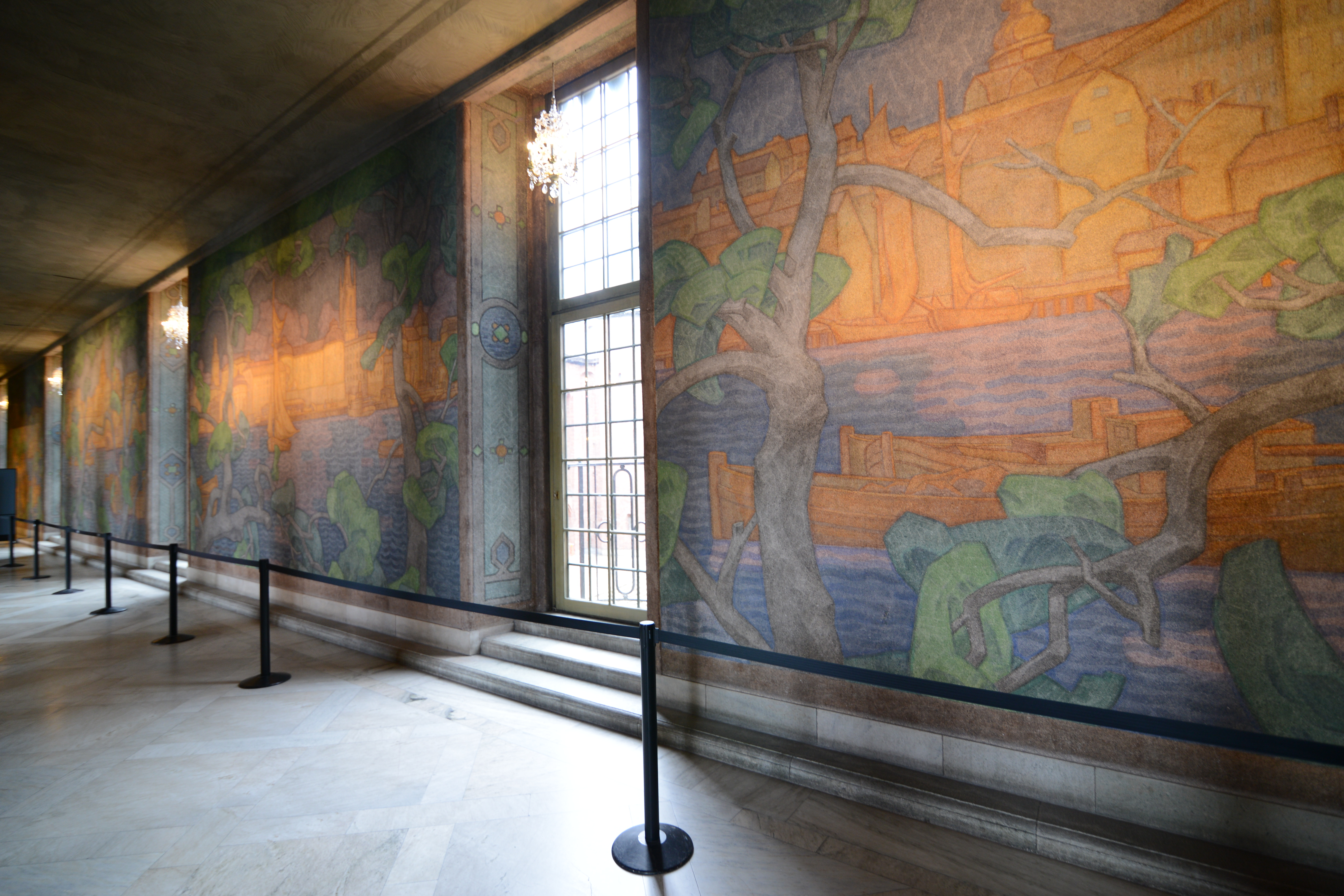
Stockholms stränder (al fresco - målningar i Prinsens galleri, Stockholms stadshus, 1917–1923).
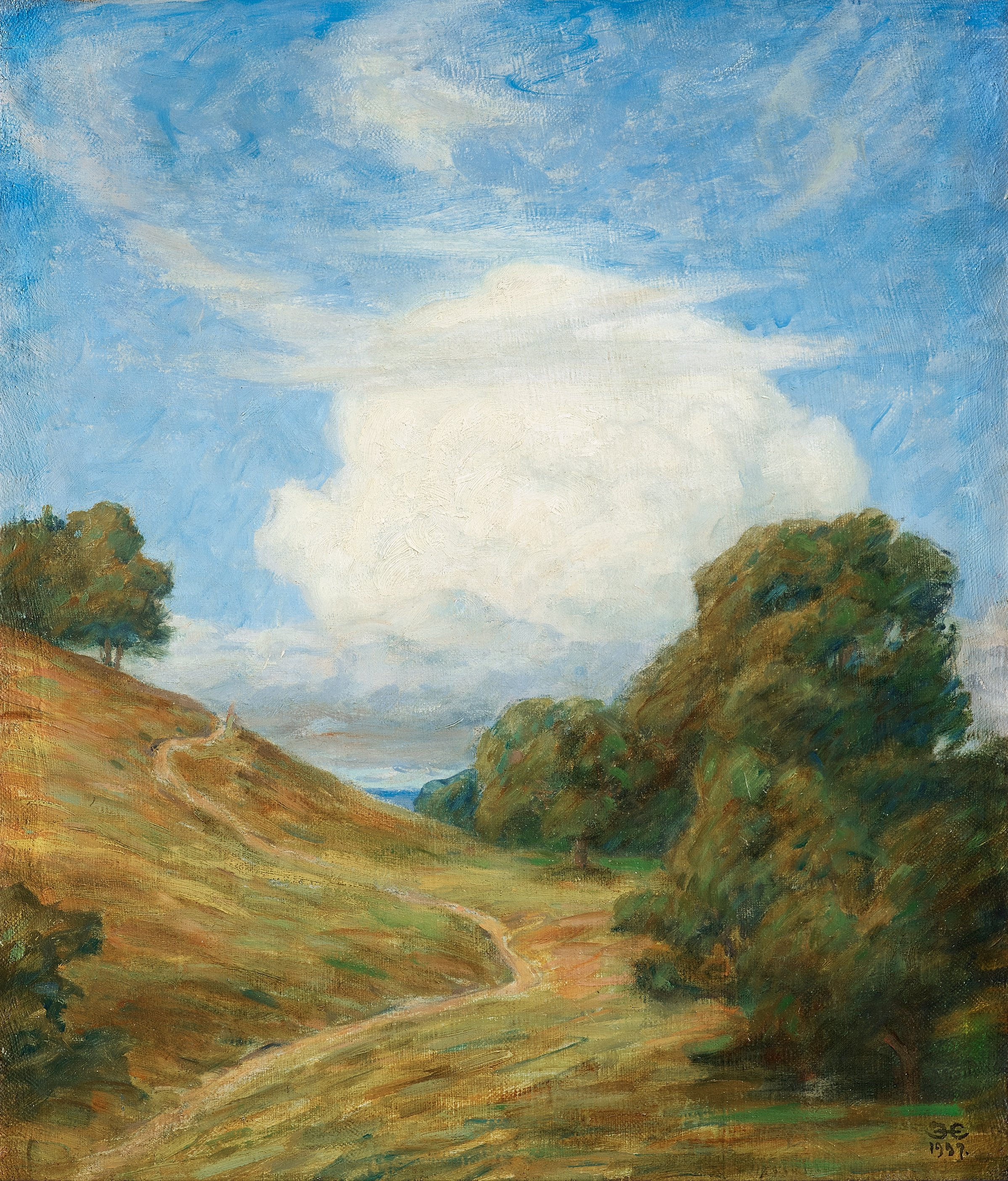
Molnet (1927)
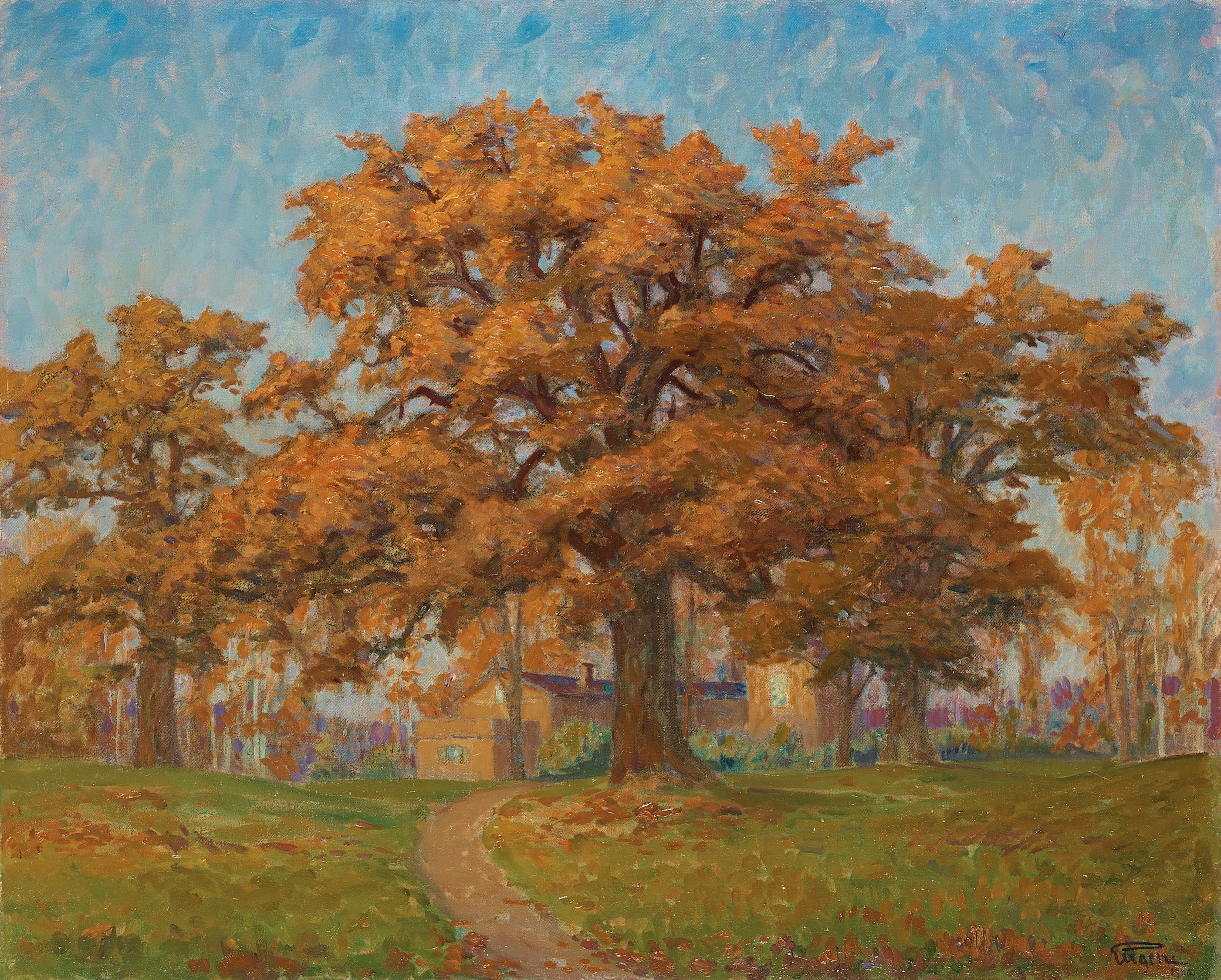
Motiv från Djurgården (1927)

## Utmärkelser

### Svenska utmärkelser
- Riddare och kommendör av Kungl. Maj:ts orden, från födseln.[46]
- Kommendör med stora korset av Svärdsorden, från födseln.[46]
- Kommendör med stora korset av Nordstjärneorden, från födseln.[46]
- Riddare av Carl XIII:s orden, från födseln.[46]
- Kommendör med stora korset av Vasaorden, 15 maj 1897.[47]
- Konung Oscar II:s jubileumsminnestecken, 1897.[46]
- Kronprins Gustafs och Kronprinsessan Victorias silverbröllopsmedalj, 1906.[46]
- Konung Oscar II:s och Drottning Sofias guldbröllopsminnestecken, 1907.[46]
- Konung Gustaf V:s jubileumsminnestecken med anledning av 70-årsdagen, 25 maj 1928.[48]

### Utländska utmärkelser
- Riddare av Badiska Husorden Fidelitas, senast 1910.[49]
- Badiska Berthold I av Zähringens orden, senast 1910.[49]
- Badiskt guldbröllopstecken, tidigast 1910 och senast 1915.[49][50]
- Belgiska Leopoldsorden, senast 1910.[49]
- Riddare av Danska Elefantorden, senast 1910.[49]
- Finlands Vita Ros’ orden, tidigast 1925 och senast 1928.[46][51]
- Franska Hederslegionen, senast 1910.[49]
- Grekiska Frälsarens orden, tidigast 1918 och senast 1921.[52][53]
- Riddare av Italienska Annunziataorden, tidigast 1910 och senast 1915.[49][50]
- Lettiska Tre Stjärnors orden, tidigast 1928 och senast 1931.[51][54]
- Monacos Karl den heliges orden, senast 1910.[49]
- Nassauska Gyllene lejonets orden, senast 1910.[49]
- Nederländska Lejonorden, tidigast 1921 och senast 1925.[46][53]
- Riddare av Norska Lejonorden, 21 januari 1904.[46]
- Norska Sankt Olavs orden, senast 1910.[49]
- Portugisiska Torn- och svärdsorden, senast 1910.[49]
- Preussiska Svarta örns orden, senast 1910.[49]
- Preussiska Röda örns orden, senast 1910.[49]
- Rumänska Stjärnans orden, senast 1910.[49]
- Riddare av Ryska Sankt Andreas orden, senast 1910.[49]
- Riddare av Ryska Sankt Alexander Nevskij-orden, senast 1910.[49]
- Riddare av Ryska Vita örnens orden, senast 1910.[49]
- Ryska Sankt Annas orden, senast 1910.[49]
- Ryska Sankt Stanislausorden, senast 1910.[49]
- Sachsen-Weimarska Vita falkens orden, senast 1910.[49]
- Thailändska Chakriorden, senast 1910.[49]
- Riddare av Spanska Gyllene skinnets orden, senast 1910.[49]
- Storkorset med kedja av Spanska Karl III:s orden, senast 1910.[49]
- Brittiska Victoriaorden, senast 1910.[49]
- Osmanska rikets Osmanié-orden, senast 1910.[49]
- Ungerska Sankt Stefansorden, senast 1910.[49]

## Se även

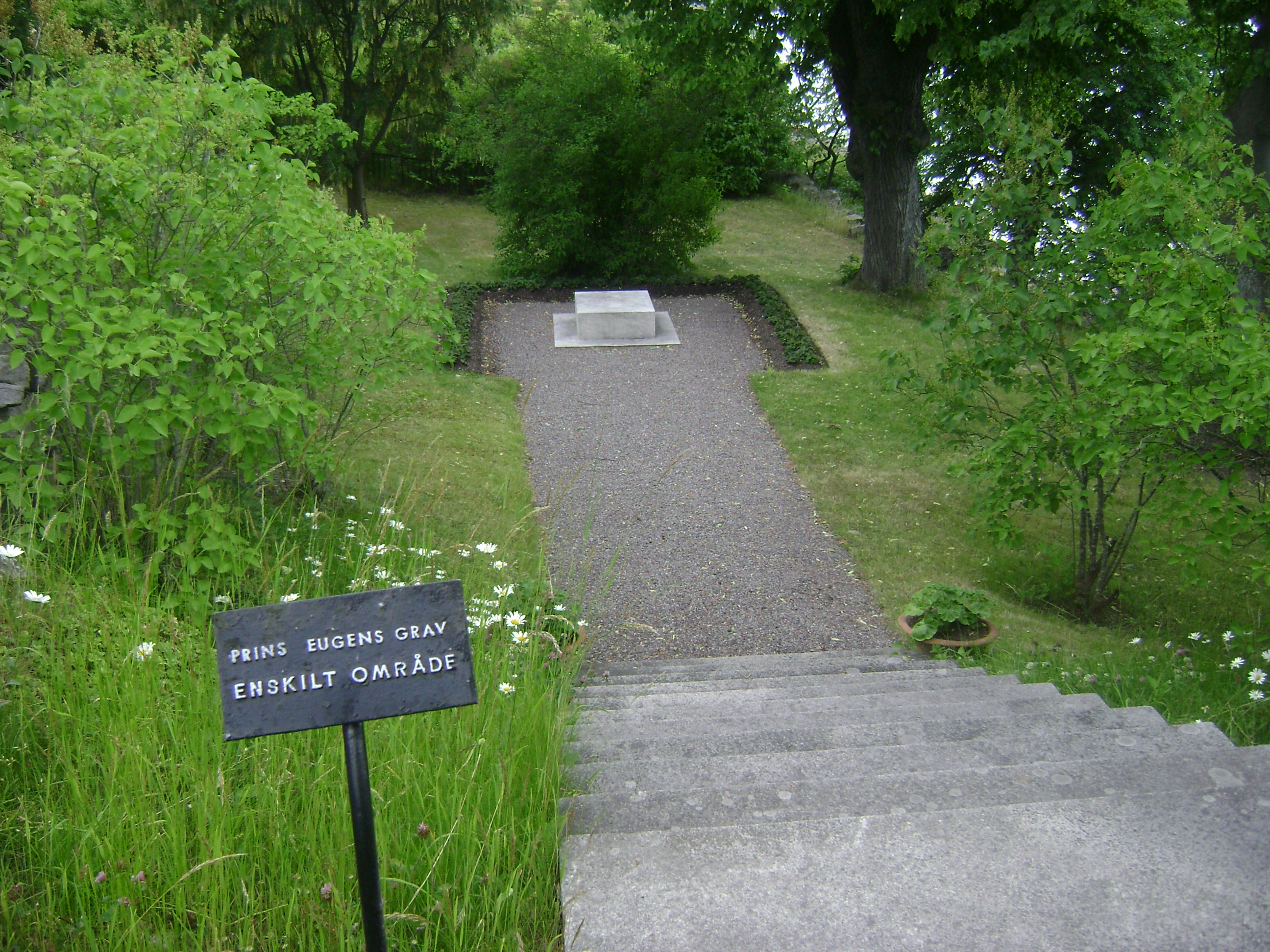
Eugens gravplats på Waldemarsudde.

## Anfäder
|             |  |  |  |  |  |  |  |                             |  |  |  |  |  |  |  |                                      |  |  |  |  |  |  |  | Kung Karl XIV Johan                                |
|             |  |  |  |  |  |  |  |                             |  |  |  |  |  |  |  |                                      |  |  |  |  |  |  |  |                                                    |
|             |  |  |  |  |  |  |  |                             |  |  |  |  |  |  |  | Kung Oscar I                         |  |  |  |  |  |  |  |                                                    |
|             |  |  |  |  |  |  |  |                             |  |  |  |  |  |  |  |                                      |  |  |  |  |  |  |  |                                                    |
|             |  |  |  |  |  |  |  |                             |  |  |  |  |  |  |  |                                      |  |  |  |  |  |  |  | Drottning Desideria                                |
|             |  |  |  |  |  |  |  |                             |  |  |  |  |  |  |  |                                      |  |  |  |  |  |  |  |                                                    |
|             |  |  |  |  |  |  |  | Kung Oscar II               |  |  |  |  |  |  |  |                                      |  |  |  |  |  |  |  |                                                    |
|             |  |  |  |  |  |  |  |                             |  |  |  |  |  |  |  |                                      |  |  |  |  |  |  |  |                                                    |
|             |  |  |  |  |  |  |  |                             |  |  |  |  |  |  |  |                                      |  |  |  |  |  |  |  | Hertig Eugène av Leuchtenberg, vicekung av Italien |
|             |  |  |  |  |  |  |  |                             |  |  |  |  |  |  |  |                                      |  |  |  |  |  |  |  |                                                    |
|             |  |  |  |  |  |  |  |                             |  |  |  |  |  |  |  | Prinsessan Joséphine av Leuchtenberg |  |  |  |  |  |  |  |                                                    |
|             |  |  |  |  |  |  |  |                             |  |  |  |  |  |  |  |                                      |  |  |  |  |  |  |  |                                                    |
|             |  |  |  |  |  |  |  |                             |  |  |  |  |  |  |  |                                      |  |  |  |  |  |  |  | Prinsessan Augusta Amalia av Bayern                |
|             |  |  |  |  |  |  |  |                             |  |  |  |  |  |  |  |                                      |  |  |  |  |  |  |  |                                                    |
| Prins Eugen |  |  |  |  |  |  |  |                             |  |  |  |  |  |  |  |                                      |  |  |  |  |  |  |  |                                                    |
|             |  |  |  |  |  |  |  |                             |  |  |  |  |  |  |  |                                      |  |  |  |  |  |  |  | Hertig Friedrich Wilhelm av Nassau                 |
|             |  |  |  |  |  |  |  |                             |  |  |  |  |  |  |  |                                      |  |  |  |  |  |  |  |                                                    |
|             |  |  |  |  |  |  |  |                             |  |  |  |  |  |  |  | Hertig Wilhelm I av Nassau           |  |  |  |  |  |  |  |                                                    |
|             |  |  |  |  |  |  |  |                             |  |  |  |  |  |  |  |                                      |  |  |  |  |  |  |  |                                                    |
|             |  |  |  |  |  |  |  |                             |  |  |  |  |  |  |  |                                      |  |  |  |  |  |  |  | Burggrevinnan Luise av Kirchberg-Sayn-Hachenburg   |
|             |  |  |  |  |  |  |  |                             |  |  |  |  |  |  |  |                                      |  |  |  |  |  |  |  |                                                    |
|             |  |  |  |  |  |  |  | Prinsessan Sophie av Nassau |  |  |  |  |  |  |  |                                      |  |  |  |  |  |  |  |                                                    |
|             |  |  |  |  |  |  |  |                             |  |  |  |  |  |  |  |                                      |  |  |  |  |  |  |  |                                                    |
|             |  |  |  |  |  |  |  |                             |  |  |  |  |  |  |  |                                      |  |  |  |  |  |  |  | Prins Paul av Württemberg                          |
|             |  |  |  |  |  |  |  |                             |  |  |  |  |  |  |  |                                      |  |  |  |  |  |  |  |                                                    |
|             |  |  |  |  |  |  |  |                             |  |  |  |  |  |  |  | Prinsessan Pauline av Württemberg    |  |  |  |  |  |  |  |                                                    |
|             |  |  |  |  |  |  |  |                             |  |  |  |  |  |  |  |                                      |  |  |  |  |  |  |  |                                                    |
|             |  |  |  |  |  |  |  |                             |  |  |  |  |  |  |  |                                      |  |  |  |  |  |  |  | Prinsessan Charlotte av Sachsen-Altenburg          |
|             |  |  |  |  |  |  |  |                             |  |  |  |  |  |  |  |                                      |  |  |  |  |  |  |  |                                                    |